# Paulo Elpídio de Menezes Neto
Paulo Elpídio de Menezes Neto, Cientista político, professor, escritor e reitor brasileiro, membro do Instituto do Ceará.

## Biografia
Estudou no Colégio 7 de Setembro, juntamente com outros jovens cearenses que se destacaram.
Cientista político, exerceu o magistério na Universidade Federal do Ceará e participou da fundação da Faculdade de Ciências Sociais e Filosofia, em 1968, sendo o seu primeiro diretor.
Foi diretor da Imprensa Universitária da UFC. Foi durante sua gestão que a Universidade instalou a Rádio Universitária FM.
Esteve no caso da prisão da ex-vereadora de Fortaleza, Rosa da Fonseca durante a luta estudantil nos anos de ditadura militar no Brasil.
Foi pró-reitor de Pesquisa e Pós-Graduação e reitor da UFC, no período de 1979 a 1983.
Na UFC, como resultado do interesse do Reitor Prof. Paulo Elpídio de Menezes Neto, que desde o início de sua gestão almejava implantar um Centro de Referência Cultural, em junho de 1983 foi instalado o Núcleo de Documentação Cultural – NUDOC – que contou com o empenho pessoal da Professora Dra. Tereza Frota Haguette, do Departamento de Ciências Sociais, indicada pelo reitor para organizar o referido Núcleo. O referido Reitor, desde quando ocupava a função de Pró-Reitor de Pesquisa e Pós-Graduação, em 1979, além de incentivar a criação do Núcleo de Estudos Sociais – NEPS – sugeriu a criação de um Centro de Referência Cultural, ideia concretizada com a instalação do NUDOC.
Exerceu os cargos de secretário da Educação Superior do Ministério da Educação, secretário da Educação do Estado do Ceará em 1987 e 1988, Secretário Nacional de Educação Básica e diretor do FNDE, do Ministério da Educação entre 1991 e 1992.
Foi, por duas vezes, professor visitante da Universidade de Colônia, na Alemanha. 

## Distinções
- Membro da Academia Brasileira de Educação,
- Membro do Instituto do Ceará,

## Obra
- Universidade - Ação e Reflexão, (1983),
- Os Caminhos da Unidade Germânica, (1996),
- O Retrato de Jano, (1996),
- Martins Filho de Corpo Inteiro, (2004),
- Inconfidências Indeletáveis, (2007),
- A Universidade Possível, (2011),
- O Ceará e Suas Universidades, (2011),[21]